# Atentatul din Bir al-Abed din 2017
Pe 24 noiembrie 2017, moscheea al-Rawda de lângă orașul egiptean Bir al-Abed, cunoscută ca locul de naștere al lui Sheikh Eid al-Jariri, fondatorul sufismului în Peninsula Sinai, a fost atacată de un grup de 25–30 de militanți ISIS în timpul rugăciunilor de vineri (jumu'ah). Atacul cu bombă și arme de foc a ucis cel puțin 305 oameni și a rănit alți 128, devenind astfel cel mai sângeros atentat terorist din istoria Egiptului și al doilea cel mai sângeros atentat din 2017, după cel din Mogadishu din 14 octombrie.

## Desfășurarea atacului
Un grup de 25–30 de atacatori, unii dintre ei purtând măști și haine militare, au sosit în cinci vehicule de teren și au înconjurat moscheea al-Rawda situată pe șoseaua ce leagă orașele Arish și Bir al-Abed. Aceștia au detonat o bombă în interiorul unei clădiri din vecinătatea moscheii la finalul rugăciunilor de vineri, un ritual specific cultului musulman. Ulterior au deschis focul asupra mulțimii panicate prin ușa și cele 12 ferestre ale moscheii. Când ambulanțele au sosit la fața locului, atacatorii au tras și asupra lor. Aceștia au dat foc altor șapte mașini parcate în afara moscheii pentru a bloca rutele de scăpare. Localnicii au răspuns imediat și au transportat răniții la spitale cu mașinile și camioanele proprii, iar unii chiar au ripostat cu arme.

## Victime
Cel puțin 305 oameni au fost uciși în atac, dintre care 27 copii, dar și recruți ai armatei egiptene. Bilanțul inițial anunțat a fost de 235 de morți. Alți 128 au fost răniți. Multe dintre victime erau angajate la o salină din apropiere și participau la rugăciunile de vineri din incinta moscheii. De asemenea, majoritatea victimelor erau adeptele curentului sufist și se pare că acestea erau ținta atacului.

## Responsabilitate
Nicio grupare nu a revendicat atentatul, deși Associated Press, citând agenția de știri MENA, a raportat că atacul părea să fie orchestrat de afiliatul local al ISIS. Pe baza relatărilor martorilor, biroul Procurorului General din Egipt a declarat că atacatorii purtau steagul Statului Islamic.

## Reacții
Președintele a decretat trei zile de doliu național în urma atacului. Tot el a declarat că atacul „nu va rămâne nepedepsit”. Președintele a ordonat, de asemenea, guvernului să aloce fonduri pentru compensarea familiilor celor morți. Frăția Musulmană a postat pe Twitter și pe Facebook mesaje de condamnare a atacului și i-a îndemnat pe cei responsabili să renunțe la extremism și violență. Universitatea al-Azhar, cea mai veche din țară, a emis o declarație în care condamnă atacurile, adăugând că „terorismul va decădea”. O deschidere timp de trei zile a frontierei dintre Egipt și Fâșia Gaza, la Rafah, programată pentru 25–27 noiembrie, a fost anulată din motive de securitate. Organizatorii festivalului internațional de film din Cairo au exprimat într-un comunicat de presă intenția de a continua festivalul și au condamnat atacul.
Atacul a fost condamnat și de comunitatea internațională, fie prin declarații oficiale, fie prin postări pe rețelele de socializare. Clădirea primăriei din Tel Aviv, librăria din Birmingham și Turnul CN din Toronto au fost iluminate în culorile steagului Egiptului ca semn de solidaritate. De asemenea, luminile Turnului Eiffel au fost stinse în memoria victimelor atacului.

### Acțiuni militare
Președintele Abdel Fattah el-Sisi a promis să răspundă cu „forța maximă”, astfel că autoritățile egiptene au fost prompte în declanșarea unui contraatac. Pe 25 noiembrie, Forțele Aeriene au lansat atacuri în urma cărora vehicule și stocuri de arme ale militanților au fost distruse. Atacuri aeriene au fost, de asemenea, efectuate în munții din jurul orașului.